# William Clarke
William Clarke (Campbell Town, 11 aprile 1985) è un ciclista su strada australiano, professionista dal 2011.

## Palmarès

### Strada
- 2008 (Praties, una vittoria)

Goulburn-Sydney
- 2009 (Praties, tre vittorie)

1ª tappa Canberra Milk Race
Classifica generale Canberra Milk Race
4ª tappa Tour of Geelong (Ceres, cronometro)
- 2010 (Praties, sei vittorie)

2ª tappa Mersey Valley Tour (Sheffield > Sheffield
1ª tappa Tour of the Southern Grampians
2ª tappa Tour of the Southern Grampians
3ª tappa Tour of the Southern Grampians
Classifica generale Tour of the Southern Grampians
3ª tappa Canberra Milk Race (Monte Stromlo > Monte Stromlo)
- 2012 (Champion System, una vittoria)

2ª tappa Tour Down Under (Lobethal > Stirling)
- 2014 (Drapac, due vittorie)

2ª tappa Tour de Perth (Fremantle > Fremantle)
2ª tappa Tour of Iran (Urmia > Aras)
- 2016 (Drapac, tre vittorie)

1ª tappa Tour de Taiwan (Taipei > Taipei)
4ª tappa Tour de Taiwan (Nantou > Yuchi)
3ª tappa Volta a Portugal (Montalegre > Macedo de Cavaleiros)

#### Altri successi
- 2013 (Champion System)

Prologo Tour of Japan (Sakai)
- 2014 (Drapac)

Prologo Tour of Japan (Sakai)
Prologo Tour de Kumano (Shingū)
Classifica a punti Tour of Iran
- 2015 (Drapac)

Prologo Herald Sun Tour (Melbourne)
- 2016 (Drapac)

Prologo Herald Sun Tour (Melbourne)
Prologo Österreich-Rundfahrt (Kitzbüheler Horn)

## Piazzamenti

### Grandi Giri
- Giro d'Italia

2019: 141º
- Vuelta a España

2017: 157º

### Classiche monumento
- Milano-Sanremo

2017: 156º
- Giro delle Fiandre

2013: ritirato
- Parigi-Roubaix

2013: 112º
2017: 70º
- Liegi-Bastogne-Liegi

2013: ritirato